# بهشت أباد (كرند)
بهشت أباد (بالفارسية: بهشت‌آباد) هي مستوطنة تقع في إيران في Korond Rural District. يقدر عدد سكانها بـ 27 نسمة .